# 天津市大学分校
1978年，文化大革命结束后，天津市为了扩大普通高等学校招生而建立的一批由天津市各委办局管辖的走读制大学分校。由于走读制大学分校在一定程度上由南开大学和天津大学指导，因此，1978年建立的分校均挂南开大学或天津大学的名义，但实际上与南开大学和天津大学并无隶属关系。兴办市属大学分校的做法得到邓小平的肯定，并在北京等地乃至全国范围内推广。

## 成立
1978年2月28日，国家计委、教育部决定扩大招生，下发了《关于普通高等学校试行招收走读生和增加招生名额的通知》。1978年5月，林乎加调任天津市委第一书记。由于，天津市的招生名额过少，且人才缺口较大，天津市希望教育部直属的南开大学、天津大学能够支持天津市增减几所走读制大学分校。但，教育部对走读制大学分校是否可行有疑虑。天津市委决定自筹经费设立大学分校，在完成当年国家下达的招生任务的基础上，拟扩大招生8000至10000人。最终，实际新增录取6664人。
大学走读制分校的校舍及教学等问题采取由市内六区及塘沽、汉沽各腾出一所中学校舍办分校，原中学的学生疏散到附近中学上学；挖掘天津大学和南开大学等老校的师资、教学实验器材潜力、采用电化教学手段并设辅导教师；学生全部实行走读制，毕业后由天津市统一分配。
最终确定将和平区卫津路中学改建为南开大学第一分校；河北区第九十四中学改建为南开大学第二分校；汉沽区第三中学改建为南开大学第三分校；南开区第五十七中学改建为天津大学第一分校；河西区第二十二中学改建为天津大学第二分校；红桥区天津中学改建为天津大学第三分校；河东区第八中学改建为天津大学第四分校；塘沽区第十三中学迁到西林村小学校址改建为天津大学第五分校。
同月，为加强对天津市各大学分校的领导，在中共天津市委成立了天大、南大分校领导小组。天津市委第二书记黄志刚任组长，胡昭衡、王恩惠、王金鼎为副组长，成员有天大、南大和有关局负责人，下设分校办公室，统筹8所分校的工作。8月13日，时任中共中央副主席邓小平对天津兴办“大学分校”做出批示：“可以让天津办，创点经验。”

## 后续

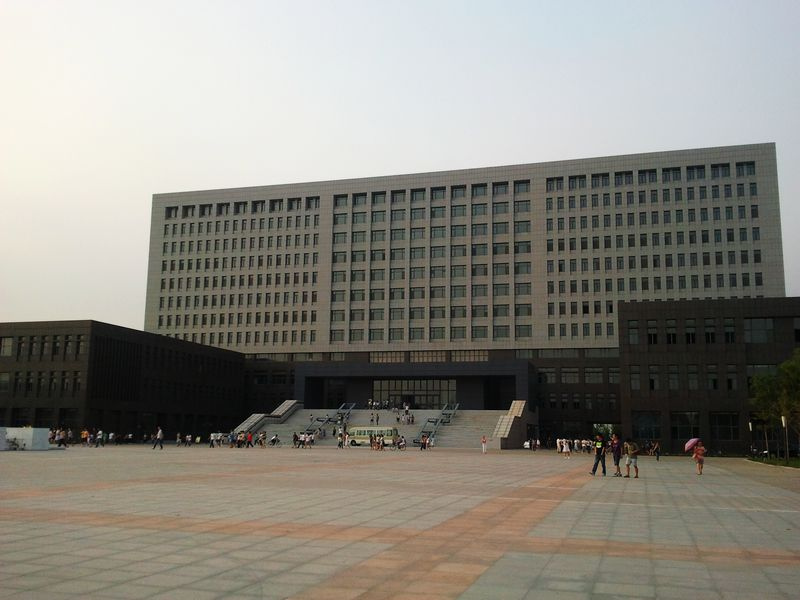
天津大学建筑分校基础上成立的天津城建大学

1979年11月27日，天津市的大学分校进行了一次大规模调整。南开大学一分校更名南开大学分校，南开大学第二分校和南开大学第三分校合并成为天津大学化工分校，天津大学第一分校更名为天津大学分校；天津大学第二分校与天津大学第三分校合并，成立天津大学理工分校；天津大学第四分校更名为天津大学建筑分校。同时，天津大学机电分校成立，隶属天津市第一机械工业局；天津市冶金工业学校更名为天津大学冶金分校，隶属天津市冶金局。
1981年，天津理工学院在天津大学理工分校的基础上正式成立。
1982年底，天津大学化工分校改建为天津职业大学，是天津市最早兴办高职教育的学校，并获得了世界银行贷款。
1985年8月1日，天津市高教局决定，将天津理工学院土木系整建制划归天津大学建筑分校。
1987年4月2日，天津市高教局主持召开天大建筑分校改建为城市建设学院的论证会，同意将“天大建筑分校”改建为“天津城市建设学院”。 12月15日，国家教委批准在天大建筑分校的基础上正式成立天津城市建设学院。